# 弗迪 (佛羅里達州)
弗迪（英語：Verdie）是位於美國佛羅里達州拿騷縣的一個非建制地區。該地的面積和人口皆未知。

## 地理
弗迪的座標為30°26′06″N 81°55′17″W / 30.43500°N 81.92139°W，而該地的平均海拔高度為21米（即69英尺）。